# Claudio Merulo
Claudio Merulo znany także jako Claudio da Correggio (ur. przed 8 kwietnia 1533 w Correggio, zm. 4 maja 1604 w Parmie) – włoski organista, kompozytor i nauczyciel muzyki epoki renesansu. Organowe toccaty oraz ricercari autorstwa Merula stoją na granicy pomiędzy harmoniką modalną a funkcyjną. Wśród jego uczniów znaleźli się organiści z Włoch (m.in. Camillo Angleria, Vincenzo Bonizzi oraz Giovanni Luca Conforti), Niemiec oraz północnej Europy. Uznawany jest za przywódcę szkoły weneckiej.

## Życiorys
Był synem Antoniego i Giovanni Merlotti. Ochrzczony został 8 kwietnia 1533. 17 września 1556, otrzymał posadę organisty w Brescii. 2 lipca 1557 mianowany został drugim organistą bazyliki św. Marka w Wenecji, co pozwoliło mu utrzymywać kontakty z innymi muzykami takimi jak Adrian Willaert, Cypriano de Rore, Gioseffo Zarlino, Andrea Gabrieli, Annibale Padovano czy Costanzo Porta, wśród których cieszył się poważaniem. Mimo systematycznego zwiększania swoich zarobków nie były one zadowalające, co skłoniło Merula do wydawania własnych kompozycji od 1566. Po 27 latach spędzonych w Wenecji udał się do Mantui, a majem 1586 dotarł do Parmy, gdzie został nobilitowany przez lokalnego władcę. Przez ostatnich 17 lat życia prowadził w tym mieście książęcą kapelę lub był organistą bazyliki Najświętszej Maryi Panny ze steccata.

## Twórczość wokalna
W 1566 ukazały się zbiór 5-głosowych madrygałów. Od 1578 do 1591 wydano dwa zbiory Sacræ Cantiones na 5 głosów oraz, kolejne zbiory madrygałów (cztero- oraz pięciogłosowych). W 1583 ukazał się pierwszy, w 1593 zaś drugi zbiór motetów (oba na sześć głosów). Pod koniec życia jego utwory zaczęły częściej pojawiać się w zbiorach zawierających kompozycje różnych autorów. Dwie msze (8- oraz 12-głosowa) oraz ośmiogłosowa litania wydane zostały po śmierci kompozytora.